# Ramona Karlsson
Eva Ramona Karlsson, född 8 januari 1981, är en svensk rallycrossförare.
Karlsson är uppvuxen utanför Falköping i Västergötland men numera bosatt i Kil i Värmland. Karlsson tävlade tidigare i pistolskytte och har även varit jurymedlem i Sveriges värsta bilförare på TV4.

## Rally
Karlsson vann som första svenska kvinnliga förare ett SM-rally tillsammans med sin co-driver Miriam Walfridsson. 2012 blev Karlsson första svenska kvinnliga förare att driva ett eget team i Rally-VM. 
Under VM-deltävlingen på Nya Zeeland låg hon med sin co-driver Miriam på en andra plats när deras bil fattade eld och de tvingades bryta rallyt. 2013 gjorde hon comeback och blev första kvinnliga förare att köra en WRC-bil under tävling. Hon utsågs samma år till Årets rallyförare av tidningen Bilsport.
Karlsson sadlade 2014 om till rallycross-VM.

## Tidigare karriär
Karlsson började sin tävlingsbana som 12-åring. Som junior tävlade hon i crosskart, där hon vann Svenska Cupen 1994 och 1997. 1998 gick hon över till junior-SM i rallycross där hon kom 3:a 1998.
Hon har tidigare tävlat i pistolskytte, och vunnit junior-SM i både luftpistol och sportpistol, samt tagit plats i svenska juniorlandslaget.

## Young Female Drivers
Karlsson grundade 2013 ungdomssatsningen Young Female Drivers, där hon tillsammans med Idrottslyftet är mentor för sju unga kvinnliga förare mellan 15 och 20 år.